# Dinko Żelazkow
Dinko Żelazkow (bułg. Динко Желязков, ur. 10 lipca 1979) − bułgarski kulturysta.

## Życiorys
Pochodzi z Karnobatu w obwodzie burgaskim. Po ukończeniu szkoły średniej odbył służbę wojskową. Absolwent Uniwersytetu Medycznego w Sofii, wydziału farmakologicznego.
Jest zwycięzcą lub finalistą wielu konkursów kulturystycznych, organizowanych na szczeblu krajowym i europejskim. W 2008 i 2010 roku brał udział w mistrzostwach Bułgarii w kulturystyce; plasował się na podium. W 2010 startował w Pucharze „Niedźwiedzia” (Мечката) w Burgasie. Wywalczył złoto w kategorii zawodników o masie stu kilogramów, a także został generalnym zwycięzcą zmagań. Sukcesy odnosił jako uczestnik zawodów „Powermax” Montana Cup (2010), mistrzostw obwodu płowdiwskiego (2011) oraz Europejskich Mistrzostw w Kulturystyce Amatorskiej (2011). Żelazkow jest zawodnikiem wagi ciężkiej. Przynależy do Międzynarodowej Federacji Kulturystyki i Fitnessu (IFBB). Zamieszkuje Sofię, pracuje także jako farmaceuta i trener osobisty.
W 2011 wystąpił w teledysku bułgarskiej wokalistki Dżeny do utworu „Da se wlubja, ne dopuskam”; zagrał muskularnego, półnagiego mężczyznę, związanego i torturowanego w piwnicy.